# Zakon Smoka

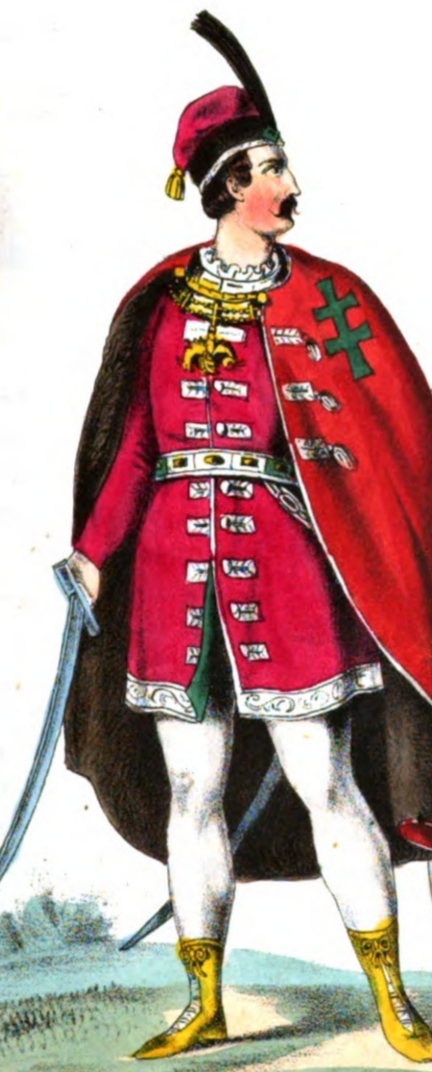
Kawaler Orderu Smoka w stroju orderowym.

Herb Władysława Jagiełły z insygniami kawalera Orderu Smoka

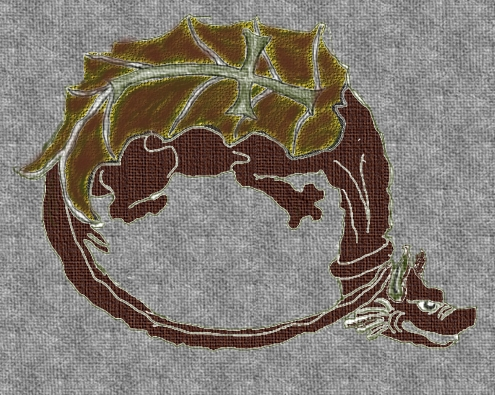
Herb

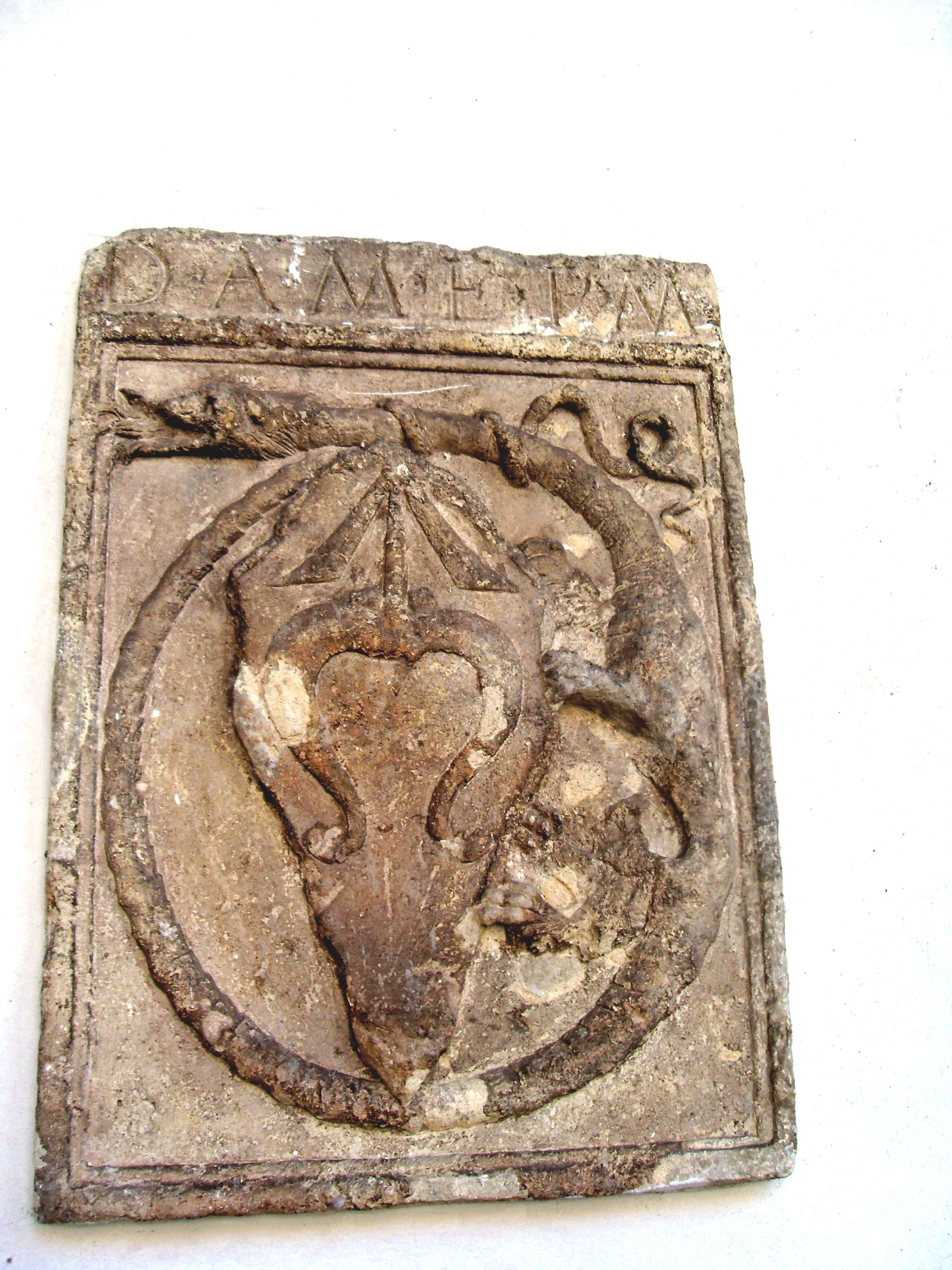
Herb kanclerza Szydłowieckiego (Kraków, Wawel)

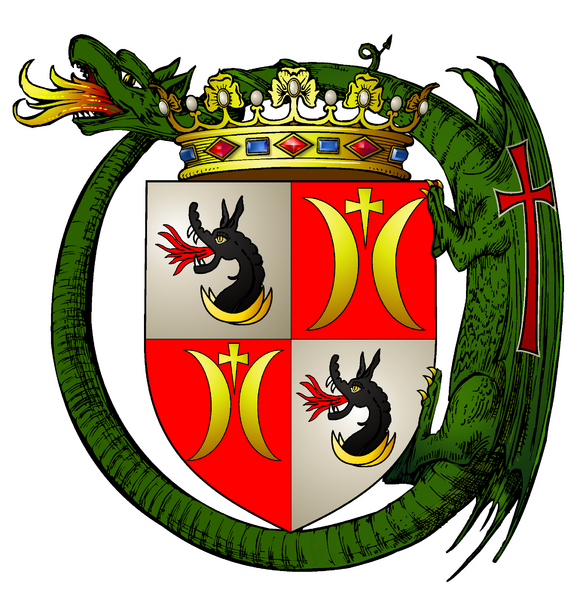
Herb Ścibora ze Ściborzyc

Zakon Smoka, daw. Order Smoka (węg. Sárkány Társaság, niem. Drachenorden, łac. Societas Draconistrarum) – order ustanowiony w 1408 przez króla Węgier Zygmunta Luksemburczyka jako zakon rycerski. Został ukształtowany po przegranej bitwie pod Nikopolis w obronie chrześcijaństwa dla wybranych arystokratów i monarchów. Od członków zakonu wymagano obrony wartości chrześcijańskich i walki z niewiernymi, gł. zagrażającym ówczesnej Europie muzułmańskimi Turkami.
Zakon rozwijał się w 1. poł. XV w., gł. w niemieckich i włoskich krajach Cesarstwa Rzymskiego. Po śmierci jego fundatora (1437) popularność zakonu w Europie znacznie zmalała. Przetrwał on jednak w Królestwie Węgier jako order monarszy. Ponownie zyskał na znaczeniu po upadku Konstantynopola (1453), zyskując kolejnych członków, poza Węgrami gł. w Chorwacji, Serbii, Albanii i w Krajach Multańskich. O znaczeniu orderu w tym regionie przekonuje przydomek hospodara wołoskiego Włada III, który przybrał miano Dracula (rum. Smok).
Najstarszy zachowany do naszych czasów dokument odnoszący się do Orderu Smoka pochodzi z 1707, który jest kopią jego pierwotnego statutu z 1408 i został opublikowany w r. 1841.

## Tło historyczne
Jedyną legitymacją władzy, która przemówiła za wyborem przez możnowładców węgierskich na króla Zygmunta Luksemburczyka, było jego małżeństwo z Marią Andegaweńską. Po objęciu tronu w Budzie i Zadarze (1387) król-małżonek przebywał głównie na swoim brandenburskim dworze zabierając ze sobą również królową. Swój zarząd nad królestwem władczyni powierzyła mianowanemu przez Zygmunta palatynowi, co dodatkowo osłabiło jego pozycję na Węgrzech. Po śmierci Marii (1395) władza królewska Zygmunta potrzebowała dodatkowego wzmocnienia, jednak skupienie się władcy na polityce europejskiej i jego cesarskie ambicje nie pozwalały na przyjazd do Budy. Wymusiło to na nim szereg daleko posuniętych przywilejów dla szlachty. 
Przegrana księcia serbskiego Łazarza z Muradem I na Kosowym Polu w 1389 oraz zajęcie przez Turków bułgarskiej warowni Nikopolis znacznie zmieniły sytuację międzynarodową Węgier. W 1396 papież Bonifacy IX ogłosił krucjatę przeciwko Turkom. Miała ona na celu wyzwolenie Bułgarii spod panowania osmańskiego i odsiecz Konstantynopola, co powinno skutecznie powstrzymać ekspansję Turków. Dowodzący wojskami krzyżowców pod Nikopolis Zygmunt, uciekł z pola bitwy. Fakt ten dodatkowo osłabił pozycję króla na Węgrzech, co spowodowało liczne wystąpienia szlachty, która planowała obalić władcę.
W 1401 Zygmunt Luksemburski odnowił swoje panowanie na Węgrzech, tłumiąc bunty możnowładców do roku 1403. W szczególności konflikt ze szlachtą chorwacką był długotrwały. Ostateczne zwycięstwo nad opozycją zawdzięczał on możnowładcom Górnych Węgier, Ściborowi ze Ściborzyc, Mikołajowi Garai i Hermanowi II. Rozstrzygająca bitwa kampanii chorwackiej odbyła się pod Doborem w Usorze (1408). W tym samym roku, Zygmunt poślubił córkę Hermana II, Barbarę  Cylejską.

## Fundacja i organizacja
12 grudnia 1408 para królewska Węgier, Zygmunt Luksemburczyk i Barbara Cylejska założyli związek rycerski zw. później Orderem Smoka. Statut tego związku nazywa go towarzystwem (łac. societas), którego członkowie noszą znak smoczy (łac. signum draconis). Milczy on jednak co do nazwy organizacji, trudno więc dziś odtworzyć właściwe podstawy prawne grupy rycerstwa skupionej wokół Orderu Smoka. Współczesne źródła odnoszą order do szeregu podobnych zwyczajowych nazw występujących w ówczesnym systemie organizacji rycerskich w Europie, jak np. Gesellschaft mit dem Drachen (niem. Związek ze Smokiem), Divisa seu Societas Draconica (fr. Znak Towarzystwa Smoczego), Societas Draconica seu Draconistarum (wł. Towarzystwo Smocze spod Gwiazdy Smoka) i Fraternitas Draconum (łac. Braterstwo Smocze). Związek inspirowany był wcześniej funkcjonującym na Węgrzech Zakonie Rycerskim św. Jerzego, założonym w 1318 przez króla Karola Roberta. Nowo powstały zakon odwoływał się do jego tradycji, przyjął za swego patrona św. Jerzego, którego legenda o walce ze smokiem stała się również podstawą legendy zakonu.
Jednym z głównych celów zakonu była ochrona chrześcijańskiej Europy przed islamskim Imperium osmańskim, które atakowało Bałkany. Oficjalne zakończenie działalności Zakonu Smoka nie miało miejsca. Czas zweryfikował sojusze zawiązane na potrzeby Zakonu gdy muzułmanie przestali już masowo zagrażać Europie.

## Godło
Godłem zakonu był tzw. Herb Smoka, który przedstawiał zwiniętego w kłębek, ziejącego ogniem smoka oraz napis po łacinie O Quam Misericors est Deus, Pius et Iustus (O, jakże miłosierny, łagodny i sprawiedliwy jest Bóg). Na rewersie widniał czerwony krzyż świętego Jerzego w polu srebrnym.

## Członkowie
Pierwotnie zakon miał dwudziestu jeden członków, którzy byli głównie sojusznikami bądź lennikami Zygmunta Luksemburczyka (np. władca Serbii Stefan Lazarević, możnowładca Górnych Węgier Ścibor ze Ściborzyc, Mikołajowi Garai). Później zostali nimi także niektórzy władcy europejscy, m.in.: Henryk V, król Anglii, Władysław Jagiełło, król Polski, Alfonso V Aragoński, król Neapolu, Krzysztof III, książę Bawarii i król Danii, Ernest Żelazny, władca Austrii, Witold, wielki książę litewski, Wład II Diabeł, nazywany także z rum. Vlad Dracul, hospodar wołoski i jego syn Wład Palownik, zwany „Vlad Dracula” (z rum. Vlad Drăculea), również późniejszy hospodar wołoski, Ludwik II książę legnicko-brzeski; przy czym nie wszyscy spośród nich składali przysięgę wierności królowi Zygmuntowi. W roku 1431 i do roku 1437, przyjęto do Orderu Smoka II klasy następne rodziny, między innymi Batory (dynastia), Bocskai, Bethlen, Szathmáry, Benyovszky, Kende, Rákóczi i Oswalda von Wolkensteina. Różnica między pierwszą klasą, a o wiele liczniejszą drugą, polega na wizerunku godła, gdzie w przypadku drugiej klasy brakuje krzyża.
Tytuł Kawalera Orderu Smoka był i jest dziedziczny.